# Gabriel Voigtländer
Gabriel Voigtländer (Reideburg, ca. 1596 – Nykøbing Falster, 23 januari 1643) was een Duitse muzikant en dichter. Hij is vooral bekend door een bundel liederen op melodieën van anderen.

## Levensloop
Voigtländer was afkomstig uit Reideburg, thans een stadsdeel van Halle (Saale). Hij had een opleiding als organist, maar hij vond werk als trompetter in het leger van Albrecht von Wallenstein. In 1625 vestigde hij zich in Lübeck, waar hij ‘Ratstrompeter’ (heraut in dienst van het gemeentebestuur) werd.
In 1633 trad hij als trompetter in dienst bij hertog Frederik III van Sleeswijk-Holstein-Gottorp. In 1635 vertrok hij naar Denemarken, waar hij, weer als trompetter, deel uitmaakte van het orkest van kroonprins Christiaan in Nykøbing Falster. Daar bleef hij tot zijn dood in 1643.

## Werk
In 1642 publiceerde Voigtländer een bundel liederen onder de titel Erster Theil Allerhand Oden vnnd Lieder, welche auff allerley, als Italianische, Frantzösische, Englische vnd anderer Teutschen guten Componisten, Melodien und Arien gerichtet, Hohen vnd Nieder Stands Persohnen zu sonderlicher Ergetzlichkeit, in vornehmen Conviviis vnd Zusammenkunfften, bey Clavi Cimbalen, Lauten, Tiorben, Pandorn, Violen di Gamba gantz bequemlich zu gebrauchen, vnd zu singen, Gestellet vnd in Truck gegeben, Durch Gabrieln Voigtländer. Ihrer Hoch-Printzlichen Durchlauchtigkeit zu Dennemarck vnd Norwegen etc. wolbestellten Hoff-Feld-Trommetern vnd Musico.
Voigtländer baseerde zich dus op melodieën van Italiaanse, Franse, Engelse en Duitse componisten. Maar weinige daarvan zijn met zekerheid geïdentificeerd. Daaronder zijn composities van John Dowland en Orazio Vecchi. In totaal bevat de bundel ongeveer honderd liederen, die geschikt zijn om te zingen onder begeleiding van een klavecimbel, luit, teorbe, bandora of viola da gamba. De teksten zijn waarschijnlijk allemaal van Voigtländer zelf. Bij sommige liederen vermeldt hij twee teksten.
Het bleef bij één bundel, maar die werd populair. De bundel werd (vermoedelijk illegaal, want bij andere uitgevers) herdrukt in 1647, 1650, 1651 en 1664. Veel liedbundels die later in Duitsland werden uitgegeven, bevatten een of meer liederen van Voigtländer. In de jaren 1648-1654 voorzag de Deen Søren Terkelsen een aantal liederen uit de bundel van een Deense tekst. Thomas Kingo gebruikte de melodie van Voigtländers Als er guten Bescheid von seiner Damen empfangen voor zijn bekendste lied Chrysillis.